# 中亚合作组织
中亚合作组织（CACO）为以中亚地区为主成立的国际组织。共有五个成员国，即哈萨克斯坦、吉尔吉斯、塔吉克斯坦、乌兹别克斯坦和俄罗斯；格鲁吉亚、土耳其和乌克兰为观察员身份。
中亚合作组织源自1994年成立的“中亚经济联盟”（Central Asian Economic Union），其最初成员为哈萨克斯坦、吉尔吉斯斯坦和乌兹别克斯坦；1998年更名为“中亚经济合作组织”（Central Asian Economic Cooperation），吉尔吉斯斯坦于当年加入。2002年更为现名；俄罗斯于2004年10月18日正式加入。2005年10月6日在俄罗斯圣彼得堡举行了成员国元首会议，并通过决定将该组织并入欧亚经济共同体。